# Justin Lerma
Justin Armando Lerma Soliz (* 5. května 2008) je ekvádorský profesionální fotbalista, který hraje na pozici ofenzivního záložníka za klub Independiente del Valle.

## Klubová kariéra
Lerma se narodil v Guayaquilu a svou kariéru začal v Guayaquil City ve věku 8 let. Později nastoupil do akademie Independiente del Valle. V dubnu 2024 byl ve svých patnácti letech povýšen do prvního týmu Independiente. V zápase skupinové fáze Poháru osvoboditelů proti San Lorenzu 10. dubna 2024 byl nevyužitým náhradníkem. Bylo mu 15 let a kvůli jeho vzhledu a na jeho věk dobře vyvinuté postavě tisíce uživatelů vtipkovaly o tom, zda je mu opravdu 15 let nebo ne. Video s jeho výroky se stalo skutečným virálním fenoménem s více než 2 miliony zhlédnutí. Svůj profesionální debut v dresu Independiente si odbyl 14. dubna 2024 při remíze 2:2 v ekvádorské Serii A s Universidad Católica.
V květnu 2024 byl oznámen Lermův přestup do špičkového velkoklubu Borussia Dortmund. Vzhledem ke svému nízkému věku se však hráč do Německa přesune až v polovině roku 2026, protože takové přestupy jsou povoleny pouze dospělým hráčům.

## Statistiky

### Klubové
Platí k zápasu hranému 11. května 2024.
| Klub                    | Sezóna            | Liga               | Liga   | Liga | Národní pohár | Národní pohár | Kontinentální | Kontinentální | Ostatní | Ostatní | Celkově | Celkově |
| Klub                    | Sezóna            | Soutěž             | Zápasy | Góly | Zápasy        | Góly          | Zápasy        | Góly          | Zápasy  | Góly    | Zápasy  | Góly    |
| ----------------------- | ----------------- | ------------------ | ------ | ---- | ------------- | ------------- | ------------- | ------------- | ------- | ------- | ------- | ------- |
| Independiente del Valle | 2024              | Ekvádorská Serie A | 2      | 0    | 0             | 0             | 0             | 0             | —       | —       | 2       | 0       |
| Celkově v kariéře       | Celkově v kariéře | Celkově v kariéře  | 2      | 0    | 0             | 0             | 0             | 0             | 0       | 0       | 2       | 0       |